# Haematobosca augustifrons
Haematobosca augustifrons är en tvåvingeart som först beskrevs av Malloch 1932.  Haematobosca augustifrons ingår i släktet Haematobosca och familjen husflugor. Inga underarter finns listade i Catalogue of Life.